# Pseudofavolus miquelii
Pseudofavolus miquelii är en svampart som först beskrevs av Jean François Montagne, och fick sitt nu gällande namn av Narcisse Theophile Patouillard 1900. Pseudofavolus miquelii ingår i släktet Pseudofavolus och familjen Polyporaceae.   Inga underarter finns listade i Catalogue of Life.